# Orbital (romanzo)
Orbital è un romanzo del 2023 della scrittrice britannica Samantha Harvey.
Il romanzo è stato candidato all'Orwell Prize e ha vinto il Booker Prize e l'Hawthornden Prize.

## Storia editoriale
Samantha Harvey ha iniziato la stesura del romanzo nei primi anni 2010, interrompendosi però dopo aver scritto circa cinquemila parole. Avrebbe poi ripreso la stesura durante la pandemia di COVID-19.
Orbital è stato pubblicato da Jonathan Cape nel Regno Unito nel 2023. Successivamente il libro è stato pubblicato in Francia e Germania nel 2024 e in Italia nel 2025.

## Trama
Ambientato nell'arco di ventiquattro ore, il romanzo segue la giornata di quattro astronauti e due cosmonauti di diversi Paesi (Giappone, Stati Uniti, Italia, Regno Unito, Russia) e su una stazione spaziale internazionale. Tra una mansione e l'altra, gli scienziati si interrogano sull'esistenza di Dio, il significato della vita e il cambiamento climatico.

## Edizioni
- Orbital, NN Editore, 2025, ISBN 979-1255750659.